# 969
969 је била проста година.

## Догађаји
- 28. октобар – Опсада Антиохије: Византијски генерал Михаило Бурц (током ноћног напада) заузима део антиохијских утврђења. Заузимање града од Хамданида завршено је три дана касније, када стижу појачања под стратедархима Петра Фоке. Византијска војска се затим креће дубље у сиријску територију — опседајући и заузимајући град Алеп.
- 11. децембар – Цар Никифор II је убијен у царској палати Буколеон у Цариграду после шестогодишње владавине. Бивши пријатељи поступили су по упутствима његове супруге Теофано. Никифора је наследио његов нећак Јован I Цимискије, који постаје ко-цар и регент. Он шаље Теофана у изгнанство на острво Принкипо (Принчевска острва).
- Петар I, цар (цар) бугарског царства, доживео је мождани удар и абдицирао је са престола у корист свог најстаријег сина Бориса II. Он стиже  у Преслав и бива проглашен за новог владара. Борис враћа изгубљену територију од Кијевске Русије и поново заузима Перејаславец, важан трговачки град на ушћу Дунава.
- Лето – Велики кнез Свјатослав I упада у Бугарску на челу кијевске војске, која укључује печенешке и угарске помоћне снаге. Побеђује Бугаре у великој бици и поново заузима Перејаславец. Борис II капитулира и набија 300 бугарских бојара због нелојалности. Свјатослав додељује гарнизоне освојеним тврђавама у Северној Бугарској.
- Пандулф Иронхеад, војвода од Беневента и Капуе, предводи опсаду Бовина. Византинци су га ухватили и у ланцима одвели у Бари, и затворили у Цариград. Напуљске снаге под Марином II, војводом од Напуља, врше инвазију на Беневенто-Капуу, заузимају град Авелино и затим опседају град Капуа.
- Отон I 'Велики', цар Светог римског царства, окупља велике експедиционе снаге у Павији, којима се придружују сполетанске трупе. Он врши контранападе, ослобађа опсаду Капуе и пустоши област око Напуља. Отон улази у Беневенто, где га Ландулф IV прима као 'ослободиоца' и у градовима Апулији (Јужна Италија).
- 6. фебруар – 9. јул – Фатимидско освајање Египта: војска калифа Ал-Муиза под генералом Џавхаром напада Египат. Џавхар заузима земље око Нила од Икхсхидида након опсаде Гизе и капитулације Фустата.
- 27. септембар – Цар Реизеи абдицира са престола Јапана (због менталне болести) после двогодишње владавине. Наследио га је десетогодишњи брат Ењу, који постаје 64. цар.
- Папа Јован XIII сазива синод у Риму. Он подиже бискупију Беневента до Архиепископије Беневента. Град је постао митрополија преко 10 епископија у Византијској Капитанати (Јужна Италија).

- Руски кнез Свјатослав Игоревич води активне војне операције на Балканском полуострву, у пределима где живе Срби.
- Поход Руса и Огуза против Хазарског каганата. Хазарска престоница Итил и други велики хазарски град — Семендер и Саркел — су заузети и опљачкани. Тада је руски кнез заузео ушће реке Кубан и обалу Азовског мора. На Таманском полуострву је организована Тмутараканска кнежевина, зависна од Русије. Руси освајају град Итил.
- Пролеће — искористивши одсуство Свјатослава Игоревича, Печенези опседају Кијев, претећи да ће заробити Свјатославову мајку и малу децу. Град спасава војвода Претич, који своју војску представља као авангарду војске великог војводе. Примивши вест, Свјатослав брзо креће из Бугарске у Кијев и тера Печенеге у степу.
- Пролеће — Јарополк Свјатославич и Владимир Свјатославич се први пут помињу у Повести минулих лет под 968/969, током опсаде Кијева од стране Печенега.
- 11. јул — Умрла је руска кнегиња Олга Кијевска. Сахрањена је по хришћанском обреду. Након њене смрти, кнез Свјатослав Игоревич поставио је за кијевског кнеза свог сина Јарополка а крајем године и сам се вратио у поход на Прво бугарско царство.
- Јесен — у Кијев пристижу посланици из Великог Новгорода и траже од Владимира Свјатославича да се прогласи за цара.
- Кнез Владимир Свјатославич ступа на Новгородску кнежевину, по наређењу свог оца Свјатослава Игоревича.
- Свјатослав Игоревич, вративши се у Бугарску, гуши устанак уперен против његове власти, закључује савез са Печенезима и Мађарима и почиње да се спрема за рат са Византијом.
- Крај зиме 969/70 – Руси су упали у Тракију, опустошили је и подигли логор код Аркадиопоља.